# يوجين واربورغ
كان يوجين واربورغ (من مواليد عام 1825، وتوفي عام 1859) نحاتًا أمريكيًا من أصل أفريقي. وُلد واربورغ في العبودية في مدينة نيو أورلينز الأمريكية في منتصف ثمانينات القرن التاسع عشر، واعترف به والده، الذي كان أيضًا سيده، عندما بلغ الرابعة من عمره. دُرب واربورغ في بادئ الأمر على تقطيع الرخام، وعمل خلال أربعينيات وخمسينيات القرن التاسع عشر كنحاتٍ في نيو أورلينز. انتقل واربورغ إلى أوروبا في عام 1853، حيث عمل كنحات ذائع السيط حتى وفاته في عام 1859.

## أولى سنوات حياته
وُلد جوزيف يوجين واربورغ في مدينة نيو أورلينز بولاية لويزيانا الأمريكية في أواخر عام 1825، أو في وقت مبكر من عام 1926. كان والد يوجين، دانييل واربورغ، مهاجرًا يهوديًا من عائلة شهيرة في مدينة هامبورغ الألمانية، أما والدته، ماري روز بلوندو، ذات العرق المختلط والتي تعود أصولها إلى مدينة سانتياغو في كوبا، فكانت عبدةً عند دانييل واربورغ، وكانت أيضًا معشوقته. حصلت ماري روز على حريتها بعد ولادة يوجين. كان يوجين الأكبر بين أشقائه الأربعة، وحصل على حريته عندما بلغ الرابعة من عمره. توفيت ماري روز عام 1837، عن عمر 33 عامًا، فورثّت أطفالها الخمسة ثلاثة عبيد.

## حياته المهنية
دُرب واربورغ، خلال فترة شبابه، على تقطيع الرخام على يد الفنان الفرنسي، فيليب غاربيلي. خلال العشرينيات من عمره، أسس واربورغ ورشة خاصة به في الحي الفرنسي. في أربعينيات وأوائل خمسينيات القرن التاسع عشر، تلقى واربورغ تفويضًا لنحت تماثيل شخصية، وتماثيل دينية وشواهد قبور. في عام 1850 عُرِض تمثال واربورغ، غانيمادس يقدم كوبًا من الرحيق لجوبيتر، للعرض والبيع في نيو أورلينز مقابل 500 دولار. أثنت الصحيفة المحلية، ذا نيو أورلينز بي، على عمل الفنان الشباب ووصفته بأنه «عينة رائعة من النحت صنعها شاب كريولي لمدينتنا»، ووصف الناقد عمل واربورغ بأنه «يعكس الرصيد اللامتناهي للذوق والموهبة التي يتمتع بها سكان مدينتنا».
تسببت زيادة التوترات العرقية، التي يمكن أن تُرجع إلى الغيرة من الفنانين البيض في المجتمع، في انتقال واربورغ إلى مدينة باريس.  قبل مغادرته، ررفع واربورغ دعوى قضائية ودية ضد والده للحصول على حصته من تركة والدته. عقد والده بدوره اجتماعًا مع كاتب العدل وستة رجال أحرار ملونين للحديث بالنيابة عن أشقاء واربورغ القُصّر. صوّت المشاركون بالإجماع على أمر بيع العبيد الثلاثة الذين ورّثتهم ماري روز لأطفالها.  قُدّرت حصة يوجين من تركة والدته بـ 252,00 دولارًا. اختار واربورغ، بعد رفضه لانتظار توزيع عائدات البيع، والده لتمثيل مصالحه، وأبحر إلى أوروبا في شهر نوفمبر من عام 1852.
أثناء فترة دراسته وعمله في باريس، بين عامي 1852 و1856، أعطى مجموعة من الأمريكيين البارزين، بما في ذلك الدبلوماسي المؤيد للاستعباد، جون يونغ ماسون، الذي كان سفيرًا للولايات المتحدة في فرنسا، واربورغ رسائلَ توصية للزبائن المحتملين. سافر واربورغ، في عام 1856، إلى بلجيكا وإنجلترا، وشجعه ودعمه في عمله مناصرو التحرير من العبودية البريطانيين والأمريكيين، هارييت بيتشر ستو وإليزابيث ليفيسون غور، دوقة ساذرلاند. في عام 1856، كلفت دوقة ساذرلاند واربورغ بصناعة مجموعة من المنحوتات التي تصوّر قصة كوخ العم توم.
في عام 1857، سافر واربورغ إلى إيطاليا، حاملًا معه مجموعة من رسائل التوصية التي كتبتها له هارييت بيتشر ستو ودوقة ساذرلاند، واستقر بشكل دائم في روما مع زوجته لويز إرنستين.عمل واربورغ كنحات ذائع السيط في روما لمدة عامين. انتهت حياته في وقت مبكر، إذ أُصيب بمرض مميت، وتوفي في 2 يناير من عام 1859، بعد بضعة أيام من إصابته.